# Liste der Universitäten und Hochschulen in Liberia
Die Liste der Universitäten und Hochschulen in Liberia gibt einen Überblick über die Universitäten und Hochschulen im westafrikanischen Liberia.
- A.M.E. Zion University
- College of West Africa (CWA)
- Cuttington University College
- Stella Maris Polytechnic
- United Methodist University of Liberia (UMU)
- University of Liberia
- William V. S. Tubman University